# Bianca Görke

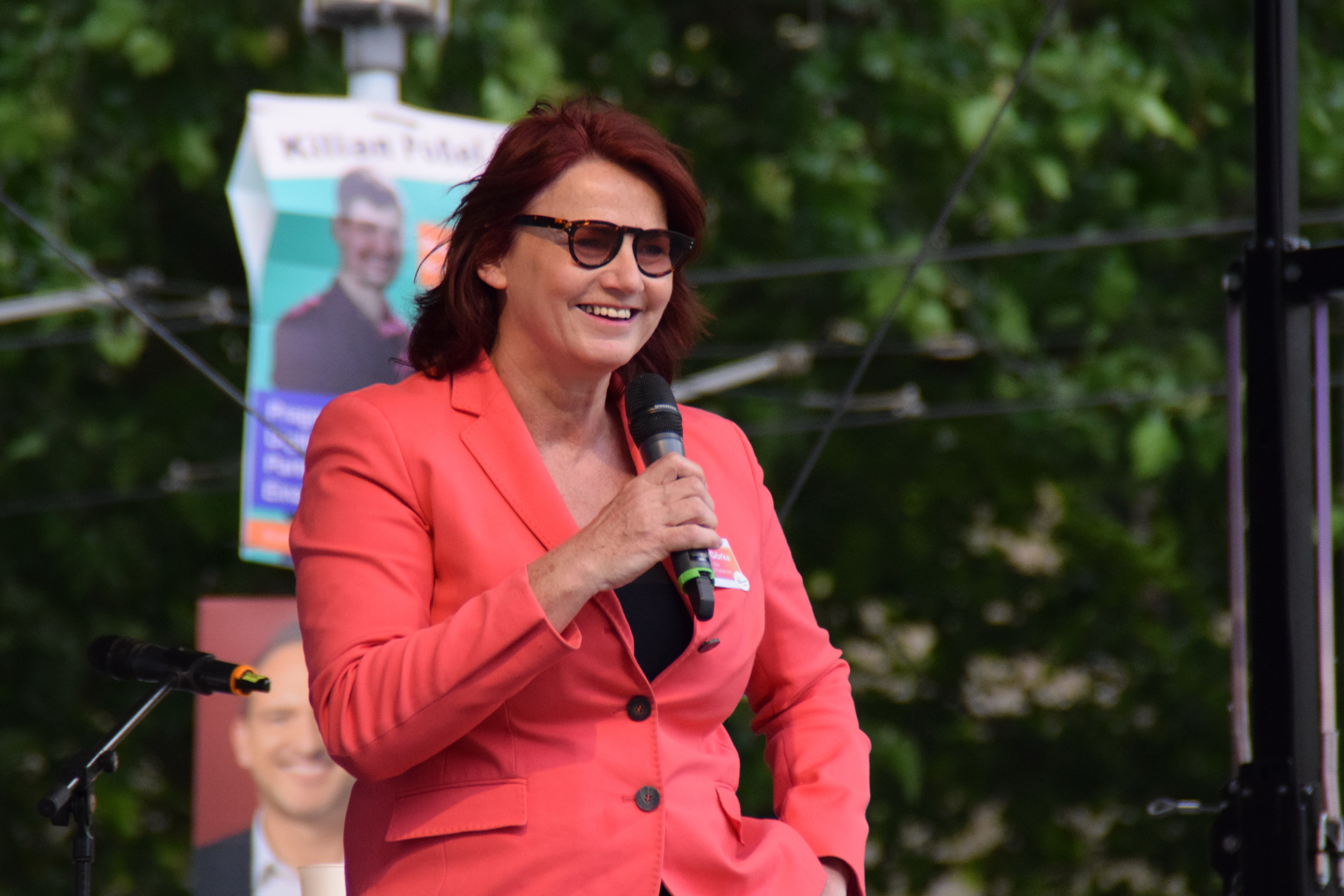
Bianca Görke auf einer Kundgebung des BSW in Magdeburg

Bianca Görke (* 16. März 1967 in Brandenburg an der Havel) ist eine deutsche Politikerin (BSW, zuvor Die Linke) und war von 2014 bis 2016 Abgeordnete im Landtag von Sachsen-Anhalt.
Bianca Görke absolvierte nach der polytechnischen Oberschule ab 1985 eine Berufsausbildung als Kellnerin und studierte anschließend bis 1990 ohne Abschluss im Fernstudium an der Deutschen Hochschule für Körperkultur, Außenstelle Magdeburg, Sportwissenschaften. Bis zur Wende arbeitete sie als Kreissportlehrerin beim DTSB. Anschließend war sie bis 1994 als Stadtjugendpflegerin bei der Stadt Staßfurt tätig. Von 1994 bis 1996 führte sie als Einzelhändlerin einen Jeans-Shop in Staßfurt. Danach war sie als Hotelier beschäftigt; ab 2005 leitete sie das Schanzen-Hotel in Wernigerode (Harz), wo sie auch für die Ausbildung im Restaurant-, Hotel- und Veranstaltungsbereich verantwortlich zeichnete. Nach ihrem Umzug nach Staßfurt arbeitete sie als Dozentin und freiberufliche Reiseleiterin. Durch Weiterbildungen wurde sie auch Fachwirtin im Gesundheits- und Sozialwesen sowie geprüfte Berufspädagogin. Sie arbeitet seit 11/2023 bei der Staßfurter Urania e.V. als Geschäftsführerin. 
Görke gehörte zunächst von 1988 bis 1989 der SED an, war dann von 1994 bis 1996 SPD-Mitglied, bevor sie 2008 zur Partei Die Linke wechselte. Sie gehört dem Stadtrat von Staßfurt an. In den Landtag rückte sie am 31. Juli 2014 für die ausgeschiedene Abgeordnete Angelika Klein nach und blieb bis 2016 Abgeordnete.
Im Oktober 2023 trat sie aus der Partei Die Linke aus. Im Januar 2024 trat sie der Partei Bündnis Sahra Wagenknecht – Vernunft und Gerechtigkeit bei und wurde beim Gründungsparteitag auf Platz 16 der Liste für die Europawahl 2024 gewählt.
Görke ist Mitglied des Kreistags des Salzlandkreises; seit der Kommunalwahl am 2. Juni 2024 für das BSW. 
Görke ist seit 1996 in zweiter Ehe mit Horst Görke verheiratet, mit dem sie eine gemeinsame Tochter hat. Aus erster Ehe hat sie einen Sohn.